# Peter Madsen (pianist)
Peter Madsen (Racine (Wisconsin), 19 juli 1955) is een Amerikaanse jazzpianist.

## Biografie
Madsen werd geboren in Racine, Wisconsin, waar hij op 8-jarige leeftijd klassieke piano begon te spelen en klassieke contrabas op 10-jarige leeftijd. Op 13-jarige leeftijd begon hij piano te spelen in het jazzidioom. Hij studeerde aan de Universiteit van Wisconsin-Eau Claire, waar hij afstudeerde in muziekonderwijs. In 1980 verhuisde hij naar New York, waarna hij door Stan Getz werd uitgenodigd om door Europa te toeren. Na zijn tournee met Getz begon hij regelmatig op te treden met veel jazzmuzikanten. Hij begon ook aan een carrière als headliner in het Peter Madsen Trio. Hij runt het collectief van improviserende artiesten.
Hij speelde op meer dan 125 cd's en werkte als componist en arrangeur. Hij heeft meer dan 600 stukken gecomponeerd en honderden opgenomen. Hij heeft gewerkt met Tony Allen, Arthur Blythe, Randy Brecker, Oscar Brown jr., Bobby Byrd, Don Cherry, George Coleman, Lynn Collins, Ravi Coltrane, Pee Wee Ellis, Sonny Fortune, Kenny Garrett, Stan Getz, Benny Golson, Martha Hoog, Toninho Horta, David Liebman, Cheikh Lô, Joe Lovano, Vusi Mahlasela, Maceo Parker, Chris Potter, Mahotella Queens, Dewey Redman, James Spaulding, Stanley Turrentine en Fred Wesley. Zijn studenten waren Bill Carrothers, Maria Schneider en David Helbock in Oostenrijk, Japan en de Verenigde Staten.

## Discografie

### Als leader
- 1993: Snuggling Snakes (Minor Music)
- 1995: Peter & Peter. Darkness Pursues the Butterfly (PAO)
- 2003: Sphere Essence: Another Side of Monk (Playscape)
- 2006: Prevue of Tomorrow (Playscape)
- 2008: Klemens Marktl Free Spirit Quartet Live (Alessa)
- 2010: The Litchfield Suite (Playscape)
- 2012: Gravity of Love (Playscape)
- 2013: Transformation (HGBS)
- 2017: Satin Doll: A Tribute to Billy Strayhorn (Playscape)
- 2018: Never Bet the Devil Your Head (Playscape)
- 2019: Curiouser & Curiouser (Playscape)

Met Kilimandscharo Dub & Riddim Society
- 2005: Last Flight from Rwanda (Boomslang)
- 2008: Hip to Be Happy (Boomslang)
- 2015: Dance for Peace (Boomslang)

Met Three of a Kind
- 1994: Three of a Kind (Minor Music)
- 1994: Meets Mister T. (Minor Music)
- 1996: Drip Some Grease (Minor Music)

### Als sideman
Met Fred Ho
- 1994: The Underground Railroad to My Heart (Soul Note)
- 1997: Turn Pain into Power! (OODiscs)
- 1998: Yes Means Yes, No Means No, Whatever She Wears, Wherever She Goes! (Koch)

Met Mario Pavone
- 1994: Song for (Septet) (New World/CounterCurrents)
- 1997: Dancers Tales (Knitting Factory)
- 1999: Remembering Thomas (Knitting Factory)
- 2000: Motion Poetry (Playscape)
- 2000: Totem Blues (Knitting Factory)
- 2001: Op.Ed (Playscape)
- 2002: Mythos (Playscape)
- 2003: Orange (Playscape)
- 2004: Boom (Playscape)
- 2006: Deez to Blues (Playscape)
- 2008: Ancestors (Playscape)
- 2010: Arc Suite (Playscape)
- 2014: Street Songs (Playscape)

Met Fred Wesley
- 1991: Comme Ci Comme Ca (Minor Music)
- 1993: Swing & Be Funky (Minor Music)
- 1994: Amalgamation (Minor Music)
- 1998: Full Circle (Victor)
- 2010: With a Little Help from My Friends (BHM)
- 2018: Studio Live Session (LoEnd)

Met Carla White
- 1984: Andruline (Stash)
- 1987: Orient Express (Milestone)
- 1988: Mood Swings (Milestone)
- 1995: Listen Here (Evidence)
- 2000: The Sweetest Sounds (DIW)

Met anderen
- 1992: Franklin Kiermyer, Break Down the Walls (Konnex)
- 1995: Thomas Chapin, You Don't Know Me (Arabesque)
- 2012: Thomas Chapin, Never Let Me Go (Playscape)
- 2014: Amy London, Bridges (FiveCut)

- Bibliothèque nationale de France: cb142018951 (data)
- Gemeinsame Normdatei: 134867173
- International Standard Name Identifier: 0000 0000 7248 878X
- Library of Congress Control Number: nr94021966
- MusicBrainz: 7f359fa6-6e0f-4d9c-ac9a-73786146bb55
- Virtual International Authority File: 79825219